# Trehörningen (westelijk deel)
Trehörningen (westelijk deel) (Zweeds: Trehörningen (västra delen)) is een småort in de gemeente Umeå in het landschap Västerbotten en de provincie Västerbottens län in Zweden. Het småort heeft 51 inwoners (2005) en een oppervlakte van 14 hectare. Het småort bestaat uit het westelijke deel van de plaats Trehörningen en ligt aan het meer Trehörningen.